# 马庄桥镇
马庄桥镇，是中华人民共和国河南省濮阳市清丰县下辖的一个乡镇级行政单位。

## 行政区划
马庄桥镇下辖以下地区：
第五社区北区社区、第五社区第一社区、第五社区第二社区、第五社区第三社区、金魏旧寨村、前游子庄村、张村、史家村、店上村、后游子庄村、南永固村、永固集村、赵家村、孙旧寨村、张旧寨村、宋村和孟旧寨村。